# Kim Kintziger
Kim Kintziger (* 2. April 1987) ist ein ehemaliger luxemburgischer Fußballspieler.

## Karriere
Der Abwehrspieler wechselte im Sommer 2004 von seinem Heimatverein CS Sanem zu Swift Hesperingen in die Nationaldivision. Anfang der Saison 2007/2008 wechselte er zum Ligakonkurrenten FC Differdingen 03. Zum Jahresbeginn 2012 wechselte er leihweise für sechs Monate zu Union 05 Kayl/Tétange. 2013 unterschrieb er dann einen Vertrag bei Rekordmeister Jeunesse Esch. Zur Saison 2016/17 wechselt er zum FC Monnerich in die Ehrenpromotion, aus der er mit dem Verein in die Drittklassigkeit abstieg. 2019 folgte die Rückkehr in die zweithöchste Spielklasse und nach dem Aufstieg in die BGL Ligue im Mai 2022 beendete Kintziger dann seine aktive Karriere.

## Nationalmannschaft
Kintziger bestritt in fünf Jahren insgesamt 40 A-Länderspiele für Luxemburg. Sein Debüt gab er am 12. Oktober 2005 im WM-Qualifikationsspiel in Luxemburg gegen Estland (0:2). Seinen einzigen Treffer erzielte er am 14. November 2009 beim 1:1-Unentschieden im Freundschaftsspiel zuhause gegen Island.